# Beyond Undeniable Entropy
Beyond Undeniable Entropy är en EP med det spanska extrem metal-bandet Hybrid, som släpptes 2006 av skivbolaget Deadwrong Records.

## Låtlista
1. "Ave Phoenix" – 2:53
2. "Sleep of the Defeated" – 3:55
3. "Sun Burnt" – 2:53
4. "Insomnia" – 3:35
5. "Growing Misanthropy" – 3:52
6. "Throne of the Necronaut" – 4:20

## Medverkande
Musiker (Hybrid-medlemmar)
- Chus Maestro – trummor, bakgrundssång
- J. Oliver (Javier Ameztoi) – gitarr, sång
- Migueloud (Miguel Ángel) – gitarr, bakgrundssång
- Kike (Enrique Maroto) – basgitarr
- Unai (Unai García) – sång

Produktion
- Hybrid – producent
- Samuel Ruiz – ljudtekniker, ljudmix, mastering